# Wereldbeker freestyleskiën 2016/2017
De wereldbeker freestyleskiën 2016/2017 (officieel: FIS World Cup Freestyle skiing) was een competitie voor freestyleskiërs die georganiseerd werd door de internationale skifederatie FIS. In de wereldbeker waren zowel voor mannen als voor vrouwen zeven disciplines opgenomen (big air, halfpipe, slopestyle, ski cross, aerials, moguls en dual moguls). Voor deze disciplines werden ieder afzonderlijk medailles uitgereikt, waarbij dual moguls en moguls als een discipline werd gerekend. Het seizoen begon op 3 september 2016 in het Chileense El Colorado en eindigde op 25 maart 2017 in het Noorse Voss.

## Mannen

### Uitslagen
| Datum | Plaats               | Onderdeel   | Eerste                | Tweede                 | Derde                     |
| --- | -------------------- | ----------- | --------------------- | ---------------------- | ------------------------- |
| 03/09/2016 | El Colorado          | Big air     | Henrik Harlaut        | Fabian Bösch           | Luca Schuler              |
| 11/11/2016 | Milaan               | Big air     | Kai Mahler            | Øystein Bråten         | Eirik Sæterøy             |
| 02/12/2016 | Mönchengladbach      | Big air     | Henrik Harlaut        | Luca Schuler           | Eirik Sæterøy             |
| 09/12/2016 | Val Thorens          | Skicross    | Jean-Frédéric Chapuis | Sylvain Miaillier      | Victor Öhling Norberg     |
| 10/12/2016 | Val Thorens          | Skicross    | Alex Fiva             | Brady Leman            | Viktor Andersson          |
| 10/12/2016 | Ruka                 | Moguls      | Mikaël Kingsbury      | Matt Graham            | Benjamin Cavet            |
| 13/12/2016 | Arosa                | Skicross    | Romain Détraz         | Brady Leman            | Jean-Frédéric Chapuis     |
| 17/12/2016 | Copper Mountain      | Halfpipe    | Kevin Rolland         | Benoît Valentin        | Aaron Blunck              |
| 17/12/2016 | Montafon             | Skicross    | Jean-Frédéric Chapuis | Jonas Devouassoux      | Marc Bischofberger        |
| 17/12/2016 | Peking               | Aerials     | Anton Koesjnir        | Qi Guangpu             | Zhou Hang                 |
| 18/12/2016 | Peking               | Aerials     | Qi Guangpu            | Liu Zhongqing          | Maksim Goestik Wang Xindi |
| 21/12/2016 | Innichen             | Skicross    | Filip Flisar          | Tim Hronek             | Alex Fiva                 |
| 22/12/2016 | Innichen             | Skicross    | Filip Flisar          | Christoph Wahrstötter  | Arnaud Bovolenta          |
| 13/01/2017 | Lake Placid          | Moguls      | Dmitri Reiherd        | Benjamin Cavet         | Bradley Wilson            |
| 14/01/2017 | Lake Placid          | Aerials     | Anton Koesjnir        | Mac Bohonnon           | Maksim Boerov             |
| 14/01/2017 | Font-Romeu           | Slopestyle  | McRae Williams        | Jesper Tjäder          | Alex Bellemare            |
| 14/01/2017 | Watles               | Skicross    | Armin Niederer        | Brady Leman            | Jean-Frédéric Chapuis     |
| 15/01/2017 | Watles               | Skicross    | Alex Fiva             | Brady Leman            | Armin Niederer            |
| 21/01/2017 | Val Saint-Come       | Moguls      | Mikaël Kingsbury      | Sacha Theocharis       | Walter Wallberg           |
| 22/01/2017 | Megève               | Skicross    | Afgelast              | Afgelast               | Afgelast                  |
| 28/01/2017 | Calgary              | Moguls      | Matt Graham           | Mikaël Kingsbury       | Benjamin Cavet            |
| 28/01/2017 | Seiser Alm           | Slopestyle  | Colby Stevenson       | Colin Wili             | Russell Henshaw           |
| 02/02/2017 | Deer Valley          | Moguls      | Mikaël Kingsbury      | Benjamin Cavet         | Philippe Marquis          |
| 03/02/2017 | Deer Valley          | Aerials     | Qi Guangpu            | Stanislav Chladtsjenko | Stanislav Nikitin         |
| 04/02/2017 | Deer Valley          | Dual moguls | Mikaël Kingsbury      | Marc-Antoine Gagnon    | Brodie Summers            |
| 03/02/2017 | Mammoth              | Halfpipe    | Torin Yater-Wallace   | Gus Kenworthy          | Taylor Seaton             |
| 04/02/2017 | Mammoth              | Slopestyle  | Afgelast              | Afgelast               | Afgelast                  |
| 04/02/2017 | Feldberg             | Skicross    | Jean-Frédéric Chapuis | Brady Leman            | Alex Fiva                 |
| 05/02/2017 | Feldberg             | Skiccross   | Jean-Frédéric Chapuis | Filip Flisar           | Alex Fiva                 |
| 10/02/2017 | Bokwang Phoenix Park | Aerials     | Anton Koesjnir        | Qi Guangpu             | Mac Bohonnon              |
| 11/02/2017 | Bokwang Phoenix Park | Moguls      | Mikaël Kingsbury      | Dmitri Reiherd         | Philippe Marquis          |
| 18/02/2017 | Bokwang Phoenix Park | Halfpipe    | Torin Yater-Wallace   | Aaron Blunck           | Benoît Valentin           |
| 11/02/2017 | Quebec               | Big air     | Kai Mahler            | Henrik Harlaut         | Andri Ragettli            |
| 12/02/2017 | Quebec               | Slopestyle  | Andri Ragettli        | James Woods            | Alex Beaulieu-Marchand    |
| 11/02/2017 | Idre                 | Skicross    | Alex Fiva             | Marc Bischofberger     | Igor Omelin               |
| 12/02/2017 | Idre                 | Skicross    | Brady Leman           | Arnaud Bovolenta       | Jonas Devouassoux         |
| 18/02/2017 | Tazawako             | Moguls      | Mikaël Kingsbury      | Philippe Marquis       | Benjamin Cavet            |
| 19/02/2017 | Tazawako             | Dual moguls | Mikaël Kingsbury      | Benjamin Cavet         | Matt Graham               |
| 25/02/2017 | Sunny Valley         | Skicross    | Arnaud Bovolenta      | Tim Hronek             | Daniel Bohnacker          |
| 25/02/2017 | Minsk                | Aerials     | Wang Xindi            | Qi Guangpu             | Zhou Hang                 |
| 25/02/2017 | Thaiwoo              | Moguls      | Mikaël Kingsbury      | Brodie Summers         | Matt Graham               |
| 26/02/2017 | Thaiwoo              | Dual moguls | Mikaël Kingsbury      | Marco Tadé             | Bradley Wilson            |
| 03/03/2017 | Silvaplana           | Slopestyle  | Teal Harle            | McRae Williams         | Gus Kenworthy             |
| 04/03/2017 | Moskou               | Aerials     | Zhou Hang             | Maksim Goestik         | Maksim Boerov             |
| 05/03/2017 | Blue Mountain        | Skicross    | Brady Leman           | Christopher Del Bosco  | Filip Flisar              |
| 07/03/2017 | Tignes               | Halfpipe    | Alex Ferreira         | Taylor Seaton          | Kevin Rolland             |
| 6 tot en met 19 maart 2017: Wereldkampioenschappen freestyleskiën 2017 in Sierra Nevada (telt niet mee voor wereldbeker) |                      |             |                       |                        |                           |
| 24/03/2017 | Voss                 | Big air     | Christian Nummedal    | Birk Ruud              | Ferdinand Dahl            |
| 25/03/2017 | Voss                 | Big air     | Birk Ruud             | Antoine Adelisse       | Felix Stridsberg-Usterud  |

### Eindstanden
| Algemeen | Algemeen              | Algemeen | Algemeen |
| #        | Naam                  | Land     | Punten   |
| -------- | --------------------- | -------- | -------- |
| 1        | Mikaël Kingsbury      | CAN      | 92,73    |
| 2        | Henrik Harlaut        | SWE      | 65,57    |
| 3        | Qi Guangpu            | CHN      | 62,86    |
| 4        | Jean-Frédéric Chapuis | FRA      | 54,50    |
| 5        | Benjamin Cavet        | FRA      | 52,18    |
| 6        | Brady Leman           | CAN      | 51,50    |
| 7        | Matt Graham           | AUS      | 50,36    |
| 8        | Kevin Rolland         | FRA      | 47,80    |
| 9        | Benoît Valentin       | FRA      | 47,00    |
| 10       | Mac Bohonnon          | USA      | 46,86    |

| Skicross | Skicross              | Skicross | Skicross |
| #        | Naam                  | Land     | Punten   |
| -------- | --------------------- | -------- | -------- |
| 1        | Jean-Frédéric Chapuis | FRA      | 763      |
| 2        | Brady Leman           | CAN      | 721      |
| 3        | Alex Fiva             | SUI      | 639      |
| 4        | Filip Flisar          | SLO      | 525      |
| 5        | Armin Niederer        | SUI      | 489      |
| 6        | Marc Bischofberger    | SUI      | 440      |
| 7        | Christoph Wahrstötter | AUT      | 367      |
| 8        | Kevin Drury           | CAN      | 359      |
| 9        | Jonas Devouassoux     | FRA      | 353      |
| 10       | Viktor Andersson      | SWE      | 331      |

| Big air | Big air                  | Big air | Big air |
| #       | Naam                     | Land    | Punten  |
| ------- | ------------------------ | ------- | ------- |
| 1       | Henrik Harlaut           | SWE     | 394     |
| 2       | Birk Ruud                | NOR     | 251     |
| 3       | Øystein Bråten           | NOR     | 242     |
| 4       | Kai Mahler               | SUI     | 240     |
| 5       | Christian Nummedal       | NOR     | 229     |
| 6       | Eirik Sæterøy            | NOR     | 187     |
| 7       | Felix Stridsberg-Usterud | NOR     | 174     |
| 8       | Luca Schuler             | SUI     | 166     |
| 9       | Antoine Adelisse         | FRA     | 161     |
| 10      | Andri Ragettli           | SUI     | 155     |

| Aerials | Aerials           | Aerials | Aerials |
| #       | Naam              | Land    | Punten  |
| ------- | ----------------- | ------- | ------- |
| 1       | Qi Guangpu        | CHN     | 440     |
| 2       | Mac Bohonnon      | USA     | 328     |
| 3       | Anton Koesjnir    | BLR     | 308     |
| 4       | Zhou Hang         | CHN     | 296     |
| 5       | Maksim Goestik    | BLR     | 275     |
| 6       | Wang Xindi        | CHN     | 260     |
| 7       | Maksim Boerov     | RUS     | 255     |
| 8       | Jonathon Lillis   | USA     | 200     |
| 9       | Stanislav Nikitin | RUS     | 185     |
| 10      | Alex Bowen        | USA     | 178     |

| Halfpipe | Halfpipe            | Halfpipe | Halfpipe |
| #        | Naam                | Land     | Punten   |
| -------- | ------------------- | -------- | -------- |
| 1        | Kevin Rolland       | FRA      | 239      |
| 2        | Benoît Valentin     | FRA      | 235      |
| 3        | Aaron Blunck        | USA      | 219      |
| 4        | Torin Yater-Wallace | USA      | 218      |
| 5        | Taylor Seaton       | USA      | 182      |
| 6        | Alex Ferreira       | USA      | 172      |
| 7        | Joel Gisler         | SUI      | 124      |
| 8        | Noah Bowman         | CAN      | 118      |
| 9        | David Wise          | USA      | 109      |
| 10       | Gus Kenworthy       | USA      | 106      |

| Moguls | Moguls                 | Moguls | Moguls |
| #      | Naam                   | Land   | Punten |
| ------ | ---------------------- | ------ | ------ |
| 1      | Mikaël Kingsbury       | CAN    | 1020   |
| 2      | Benjamin Cavet         | FRA    | 574    |
| 3      | Matt Graham            | AUS    | 554    |
| 4      | Philippe Marquis       | CAN    | 499    |
| 5      | Dmitri Reiherd         | KAZ    | 372    |
| 6      | Troy Murphy            | USA    | 302    |
| 7      | Bradley Wilson         | USA    | 287    |
| 8      | Brodie Summers         | AUS    | 279    |
| 9      | Marc-Antoine Gagnon    | CAN    | 256    |
| 10     | Simon Pouliot-Cavanagh | CAN    | 238    |

| Slopestyle | Slopestyle      | Slopestyle | Slopestyle |
| #          | Naam            | Land       | Punten     |
| ---------- | --------------- | ---------- | ---------- |
| 1          | McRae Williams  | USA        | 180        |
| 2          | Andri Ragettli  | SUI        | 172        |
| 3          | Colin Wili      | SUI        | 144        |
| 4          | Jesper Tjäder   | SWE        | 136        |
| 5          | Teal Harle      | CAN        | 135        |
| 6          | Alex Bellemare  | CAN        | 131        |
| 7          | James Woods     | GBR        | 121        |
| 8          | Russell Henshaw | AUS        | 103        |
| 9          | Colby Stevenson | USA        | 100        |
| 10         | Nick Goepper    | USA        | 95         |

## Vrouwen

### Uitslagen
| Datum | Plaats               | Onderdeel   | Eerste                  | Tweede                    | Derde                    |
| --- | -------------------- | ----------- | ----------------------- | ------------------------- | ------------------------ |
| 03/09/2016 | El Colorado          | Big air     | Emma Dahlström          | Giulia Tanno              | Melanie Kraizel          |
| 11/11/2016 | Milaan               | Big air     | Lisa Zimmermann         | Mathilde Gremaud          | Emma Dahlström           |
| 02/12/2016 | Mönchengladbach      | Big air     | Silvia Bertagna         | Emma Dahlström            | Lisa Zimmermann          |
| 09/12/2016 | Val Thorens          | Skicross    | Marielle Thompson       | Fanny Smith               | Sandra Näslund           |
| 10/12/2016 | Val Thorens          | Skicross    | Anna Holmlund           | Sandra Näslund            | Daniela Maier            |
| 10/12/2016 | Ruka                 | Moguls      | Britteny Cox            | Perrine Laffont           | Keaton McCargo           |
| 13/12/2016 | Arosa                | Skicross    | Marielle Thompson       | Karolina Riemen-Żerebecka | Ophélie David            |
| 17/12/2016 | Copper Mountain      | Halfpipe    | Marie Martinod          | Annalisa Drew             | Devin Logan              |
| 17/12/2016 | Montafon             | Skicross    | Marielle Thompson       | Marielle Berger Sabbatel  | Heidi Zacher             |
| 17/12/2016 | Peking               | Aerials     | Xu Mengtao              | Danielle Scott            | Ljoebov Nikitina         |
| 18/12/2016 | Peking               | Aerials     | Danielle Scott          | Xu Mengtao                | Samantha Wells           |
| 21/12/2016 | Innichen             | Skicross    | Heidi Zacher            | Marielle Thompson         | Georgia Simmerling       |
| 22/12/2016 | Innichen             | Skicross    | Heidi Zacher            | Fanny Smith               | Marielle Berger Sabbatel |
| 13/01/2017 | Lake Placid          | Moguls      | Britteny Cox            | Perrine Laffont           | Morgan Schild            |
| 14/01/2017 | Lake Placid          | Aerials     | Ashley Caldwell         | Laura Peel                | Kristina Spiridonova     |
| 14/01/2017 | Font-Romeu           | Slopestyle  | Tess Ledeux             | Johanne Killi             | Anouk Purnelle-Faniel    |
| 14/01/2017 | Watles               | Skicross    | Sandra Näslund          | Georgia Simmerling        | Heidi Zacher             |
| 15/01/2017 | Watles               | Skicross    | Marielle Thompson       | Fanny Smith               | Marielle Berger Sabbatel |
| 21/01/2017 | Val Saint-Come       | Moguls      | Justine Dufour-Lapointe | Andi Naude                | Chloé Dufour-Lapointe    |
| 22/01/2017 | Megève               | Skicross    | Afgelast                | Afgelast                  | Afgelast                 |
| 28/01/2017 | Calgary              | Moguls      | Britteny Cox            | Justine Dufour-Lapointe   | Chloé Dufour-Lapointe    |
| 28/01/2017 | Seiser Alm           | Slopestyle  | Sarah Höfflin           | Coline Ballet Baz         | Caroline Claire          |
| 02/02/2017 | Deer Valley          | Moguls      | Morgan Schild           | Justine Dufour-Lapointe   | Britteny Cox             |
| 03/02/2017 | Deer Valley          | Aerials     | Lydia Lassila           | Kiley McKinnon            | Xu Mengtao               |
| 04/02/2017 | Deer Valley          | Dual moguls | Britteny Cox            | Andi Naude                | Jaelin Kauf              |
| 03/02/2017 | Mammoth              | Halfpipe    | Marie Martinod          | Maddie Bowman             | Ayana Onozuka            |
| 04/02/2017 | Mammoth              | Slopestyle  | Maggie Voisin           | Mathilde Gremaud          | Johanne Killi            |
| 04/02/2017 | Feldberg             | Skicross    | Heidi Zacher            | Fanny Smith               | Sandra Näslund           |
| 05/02/2017 | Feldberg             | Skicross    | Afgelast                | Afgelast                  | Afgelast                 |
| 10/02/2017 | Bokwang Phoenix Park | Aerials     | Xu Mengtao              | Shen Xiaoxue              | Yang Yu                  |
| 11/02/2017 | Bokwang Phoenix Park | Moguls      | Britteny Cox            | Justine Dufour-Lapointe   | Andi Naude               |
| 18/02/2017 | Bokwang Phoenix Park | Halfpipe    | Marie Martinod          | Devin Logan               | Ayana Onozuka            |
| 11/02/2017 | Quebec               | Big air     | Mathilde Gremaud        | Giulia Tanno              | Sarah Höfflin            |
| 12/02/2017 | Quebec               | Slopestyle  | Johanne Killi           | Sarah Höfflin             | Giulia Tanno             |
| 11/02/2017 | Idre                 | Skicross    | Sandra Näslund          | Sami Kennedy-Sim          | Katrin Ofner             |
| 12/02/2017 | Idre                 | Skicross    | Marielle Thompson       | Sandra Näslund            | Fanny Smith              |
| 18/02/2017 | Tazawako             | Moguls      | Britteny Cox            | Perrine Laffont           | Andi Naude               |
| 19/02/2017 | Tazawako             | Dual moguls | Jaelin Kauf             | Joelia Galysjeva          | Olivia Giaccio           |
| 25/02/2017 | Sunny Valley         | Skicross    | Marielle Thompson       | Sandra Näslund            | Ophélie David            |
| 25/02/2017 | Minsk                | Aerials     | Lydia Lassila           | Danielle Scott            | Xu Mengtao               |
| 25/02/2017 | Thaiwoo              | Moguls      | Perrine Laffont         | Justine Dufour-Lapointe   | Britteny Cox             |
| 26/02/2017 | Thaiwoo              | Dual moguls | Britteny Cox            | Perrine Laffont           | Justine Dufour-Lapointe  |
| 03/03/2017 | Silvaplana           | Slopestyle  | Isabel Atkin            | Emma Dahlström            | Mathilde Gremaud         |
| 04/03/2017 | Moskou               | Aerials     | Lydia Lassila           | Xu Mengtao                | Laura Peel               |
| 05/03/2017 | Blue Mountain        | Skicross    | Marielle Thompson       | Sandra Näslund            | Fanny Smith              |
| 07/03/2017 | Tignes               | Halfpipe    | Cassie Sharpe           | Ayana Onozuka             | Marie Martinod           |
| 6 tot en met 19 maart 2017: Wereldkampioenschappen freestyleskiën 2017 in Sierra Nevada (telt niet mee voor wereldbeker) |                      |             |                         |                           |                          |
| 26/03/2017 | Voss                 | Big air     | Emma Dahlström          | Silvia Bertagna           | Tora Johansen            |
| 26/03/2017 | Voss                 | Big air     | Emma Dahlström          | Silvia Bertagna           | Kea Kühnel               |

### Eindstanden
| Algemeen | Algemeen          | Algemeen | Algemeen |
| #        | Naam              | Land     | Punten   |
| -------- | ----------------- | -------- | -------- |
| 1        | Britteny Cox      | AUS      | 81,27    |
| 2        | Emma Dahlström    | SWE      | 75,50    |
| 3        | Marielle Thompson | CAN      | 74,73    |
| 4        | Marie Martinod    | FRA      | 72,00    |
| 5        | Xu Mengtao        | CHN      | 68,57    |
| 6        | Danielle Scott    | AUS      | 63,86    |
| 7        | Sandra Näslund    | SWE      | 60,77    |
| 8        | Silvia Bertagna   | ITA      | 60,00    |
| 9        | Perrine Laffont   | FRA      | 59,55    |
| 10       | Sarah Höfflin     | SUI      | 56,20    |

| Skicross | Skicross                 | Skicross | Skicross |
| #        | Naam                     | Land     | Punten   |
| -------- | ------------------------ | -------- | -------- |
| 1        | Marielle Thompson        | CAN      | 965      |
| 2        | Sandra Näslund           | SWE      | 790      |
| 3        | Fanny Smith              | SUI      | 683      |
| 4        | Heidi Zacher             | GER      | 656      |
| 5        | Ophélie David            | FRA      | 469      |
| 6        | Marte Høie Gjefsen       | NOR      | 443      |
| 7        | Katrin Ofner             | AUT      | 411      |
| 8        | Karolina Riemen          | POL      | 398      |
| 9        | Marielle Berger Sabbatel | FRA      | 388      |
| 10       | Brittany Phelan          | CAN      | 382      |

| Big air | Big air           | Big air | Big air |
| #       | Naam              | Land    | Punten  |
| ------- | ----------------- | ------- | ------- |
| 1       | Emma Dahlström    | SWE     | 453     |
| 2       | Silvia Bertagna   | ITA     | 360     |
| 3       | Mathilde Gremaud  | SUI     | 225     |
| 4       | Giulia Tanno      | SUI     | 186     |
| 5       | Kea Kühnel        | GER     | 166     |
| 6       | Lisa Zimmermann   | GER     | 160     |
| 7       | Sarah Höfflin     | SUI     | 146     |
| 8       | Tora Johansen     | NOR     | 110     |
| 9       | Zuzana Stromková  | SVK     | 109     |
| 10      | Coline Ballet Baz | FRA     | 103     |

| Aerials | Aerials              | Aerials | Aerials |
| #       | Naam                 | Land    | Punten  |
| ------- | -------------------- | ------- | ------- |
| 1       | Xu Mengtao           | CHN     | 480     |
| 2       | Danielle Scott       | AUS     | 447     |
| 3       | Lydia Lassila        | AUS     | 354     |
| 4       | Shen Xiaoxue         | CHN     | 240     |
| 5       | Ljoebov Nikitina     | RUS     | 240     |
| 6       | Laura Peel           | AUS     | 233     |
| 7       | Kristina Spiridonova | RUS     | 233     |
| 8       | Aleksandra Orlova    | RUS     | 228     |
| 9       | Kiley McKinnon       | USA     | 219     |
| 10      | Ashley Caldwell      | USA     | 218     |

| Halfpipe | Halfpipe            | Halfpipe | Halfpipe |
| #        | Naam                | Land     | Punten   |
| -------- | ------------------- | -------- | -------- |
| 1        | Marie Martinod      | FRA      | 360      |
| 2        | Ayana Onozuka       | JPN      | 250      |
| 3        | Annalisa Drew       | USA      | 225      |
| 4        | Cassie Sharpe       | CAN      | 185      |
| 5        | Maddie Bowman       | USA      | 156      |
| 6        | Devin Logan         | USA      | 141      |
| 7        | Brita Sigourney     | USA      | 133      |
| 8        | Sabrina Cakmakli    | GER      | 99       |
| 9        | Rosalind Groenewoud | CAN      | 96       |
| 10       | Janina Kuzma        | NZL      | 87       |

| Moguls | Moguls                  | Moguls | Moguls |
| #      | Naam                    | Land   | Punten |
| ------ | ----------------------- | ------ | ------ |
| 1      | Britteny Cox            | AUS    | 894    |
| 2      | Perrine Laffont         | FRA    | 655    |
| 3      | Justine Dufour-Lapointe | CAN    | 596    |
| 4      | Andi Naude              | CAN    | 470    |
| 5      | Chloé Dufour-Lapointe   | CAN    | 440    |
| 6      | Keaton McCargo          | USA    | 337    |
| 7      | Jaelin Kauf             | USA    | 328    |
| 8      | Audrey Robichaud        | CAN    | 315    |
| 9      | Maxime Dufour-Lapointe  | CAN    | 271    |
| 10     | Regina Rachimova        | RUS    | 263    |

| Slopestyle | Slopestyle        | Slopestyle | Slopestyle |
| #          | Naam              | Land       | Punten     |
| ---------- | ----------------- | ---------- | ---------- |
| 1          | Sarah Höfflin     | SUI        | 281        |
| 2          | Johanne Killi     | NOR        | 280        |
| 3          | Coline Ballet Baz | FRA        | 196        |
| 4          | Isabel Atkin      | GBR        | 182        |
| 5          | Emma Dahlström    | SWE        | 176        |
| 6          | Mathilde Gremaud  | SUI        | 172        |
| 7          | Tess Ledeux       | FRA        | 166        |
| 8          | Katie Summerhayes | GBR        | 162        |
| 9          | Maggie Voisin     | USA        | 158        |
| 10         | Giulia Tanno      | SUI        | 114        |

## Uitzendrechten
- Canada: CBC Sports[2]
- Duitsland: ARD/ZDF[3]
- Finland: Yle
- Nederland: Eurosport
- Noorwegen: NRK
- Zweden: SVT[4][5]
- Zwitserland: SRG SSR[6]